# 喇嘛教
喇嘛教是历史上对藏傳佛教的一个非正式的民间称呼。喇嘛一詞原是對藏区佛教僧侶或上師的尊稱，如達賴喇嘛。後被汉地人士用来称呼其佛教传承。喇嘛教这个称呼在藏语中和学术界被广泛认为是一个輕蔑語或貶義詞（即暗示这种宗教是喇嘛捏造，而非佛教）。在現代，中国政府或相關當局已弃用这一词，“目前多采用藏传佛教代称喇嘛教”。

## 词语釋義
汉语喇嘛（藏語：བླ་མ，威利转写：bla-ma，藏语拼音：lama）一词，音译自藏语，为藏傳佛教術語，意為上師、上人，是梵语“古鲁”（羅馬化：guru）的譯名。為对佛教僧侶之尊称，長老、上座、高僧之稱號。如达赖喇嘛（藏语拼音：Dalai Lama）。汉字喇嘛教一词来源于“喇嘛”一词，西藏佛教是由顯入密的大乘佛教，密教依止師尊第一，故被外人稱為喇嘛教。有证据显示欧洲语言中“喇嘛教”（德語：Lamaismus）一词来源于汉文。
历史上，“喇嘛教”一词被用来描绘：
- 西藏佛教；
- 密宗；
- 流传于蒙古高原（包括图瓦、卡尔梅克與布里亚特地区）的藏傳佛教。[5]

## 歷史源流
唐代以前未見西藏佛教於中國史籍，因其地原有一種薩滿信仰，藏人稱為苯教（Bon）。到藏王松贊干布時，先與尼泊爾公主通婚，再娶唐之文成公主，兩位公主始將佛法經像，隨往西藏，藏地始聞佛教正法。西藏亦派人至印度學習梵文、求佛經，歸而仿梵文而造藏字，並翻譯佛經。當時佛教雖在藏王及藏后之提倡下，實際影響不大，所譯寶雲、寶篋等經，今亦無傳。當赤松德贊（743年～797年）在位時，從印度請來持律比丘二十人，派藏族才俊子第，赴印度求法，佛教事業繼起有人。西藏佛教於此時真正建立，由顯入密。
自元朝開始，藏傳佛教随蒙古入侵者傳入中原，漢人習慣上以喇嘛來泛稱所有的藏傳佛教僧侶，藏傳佛教因此也被稱為喇嘛教。中文之中“喇嘛教”一词现在可查的最早出现在明代张居正所撰北京番经厂碑文中。清代，汉人為了區分藏傳佛教與漢地原有的佛教傳承，常稱呼其為「喇嘛教」。有观点认为，汉人用一个新名詞来区分与汉传佛教有不同源流的佛教教派，用此稱呼流行在藏、蒙等地区的佛教“并不确切”，因为相同的标准并没有用于称呼汉传佛教中不同的派别。漢人用这样的称呼，就隱含著認為他们的宗教不应当被称作“佛教”，而是喇嘛捏造的外道。这个称呼还意味着藏傳佛教与印度佛教的断裂，而西藏的佛教本身就是直接從印度傳入。
欧洲文献裡，1822年在德意志博物学家彼得·西蒙·帕拉斯的报告中第一次出现“喇嘛教”一词。书中提及“喇嘛的宗教”和“喇嘛教的信条”。1825年，雷慕沙（Jean Pierre Abeil Remusat）在他的《论喇嘛教的起源》中，使用了“喇嘛教的”术语。历史上一些包括黑格爾、喬瑪、斯文·赫定、安德烈亞斯·格魯施克，韓素音在内的西方和研究藏學的学者都曾经用过这个词。